# جی. سی. چاندور
جی. سی. چاندور (به انگلیسی: J. C. Chandor) کارگردان و نویسنده آمریکایی که بیشتر به خاطر فیلم مارجین کال (۲۰۱۱) شناخته شده است.

## فیلمشناسی
- مارجین کال (۲۰۱۱)
- همه‌چیز از دست رفته‌است (۲۰۱۳)
- خشن‌ترین سال - (۲۰۱۴)
- مرز سه‌گانه (۲۰۱۹)
- کریون شکارچی (۲۰۲۴)